# Blegind Sogn
Blegind Sogn er et sogn i Skanderborg Provsti (Århus Stift).
I 1800-tallet var Hørning Sogn anneks til Blegind Sogn. Begge sogne hørte til Hjelmslev Herred i Skanderborg Amt. Blegind-Hørning sognekommune blev ved kommunalreformen i 1970 kernen i Hørning Kommune, der ved strukturreformen i 2007 indgik i Skanderborg Kommune.
I Blegind Sogn ligger Blegind Kirke.
I sognet findes følgende autoriserede stednavne:
- Blegind (bebyggelse, ejerlav)